# Сенека Фолс
Сенека Фолс (на английски: Seneca Falls) е град в окръг Сенека, Ню Йорк, САЩ. Намира се на изток от Женева, Ню Йорк, в северната част на района Фингър Лейкс. Населението на града е 8942 души според преброяването от 2020 г. 
Сенека Фолс е историческо място по протежение на клон на канала Ери и често е наричан „родното място на правата на жените“ заради проведената през 1848 г. в града конвенция за правата на жените. Някои смятат също така, че Сенека Фолс е вдъхновението зад измисления град Бедфорд Фолс, изобразен в класическия филм на режисьора Франк Капра от 1946 г. „Животът е прекрасен“.

## История
Регионът е бивше владение на племето Каюга, което е посетено от йезуитски мисионери през XVII век. Селата на каюга са нападнати и унищожени от експедицията на Съливан през 1779 г. като отмъщение за грабежи и убийства на нови колонисти.
През 1818 г. е завършен канал, позволяващ транзит между езерата Сенека и Каюга. Този канал е свързан с канала Ери през 1828 г.
Селището е основана през 1829 г., като през 1831 година се обособява като село Сенека Фолс.
Конвенцията в Сенека Фолс, проведена на 19 и 20 юли 1848 г., е първата конвенция за правата на жените, организирана от жени за обсъждане конкретно на тази тема.
На 16 март 2010 г. жителите на село Сенека Фолс гласуват за вливане на селото в град Сенека Фолс, считано от 2012 г.

## География
Според Бюрото за преброяване на населението на САЩ градът има обща площ от 71 км2, от които 63 км2 земя и 8,3 км2 водни площи.
Източната граница на града е частично дефинирана от езерото Каюга. През града минава река Сенека/канал Каюга-Сенека.
Съединените Магистрала 20 и щатски път 5 образуват магистрала, която минава през града в посока изток-запад.